# Anita Augspurg
 (août 2023).
Anita Augspurg (née le 22 septembre 1857 à Verden - morte le 20 décembre 1943 à Zurich) est une juriste allemande et une militante du mouvement féministe radical et du mouvement pacifiste.

## Biographie
Cinquième fille d'un avocat, Anita Augspurg a souvent l'occasion, lors de son adolescence, de travailler dans le cabinet de son père. À Berlin, elle reçoit une formation d'enseignante et prend des cours de théâtre en parallèle. Elle fréquente également les conférences du lycée Victoria fondé par Georgina Archer. De 1881 à 1882, elle est apprentie à Meiningen, une troupe de théâtre, et part en tournée, à travers les États allemands, les Pays-Bas et la Lituanie. Sa grand-mère maternelle, décédée en 1887, lui a laissé un héritage considérable, qui la rend financièrement indépendante.
Après une carrière de cinq ans en tant que comédienne, elle rejoint son amie Sophia Goudstikker à Munich, où elles ouvrent conjointement en 1887 un studio photo. Les deux femmes portent des cheveux courts, des vêtements non conventionnels, et rendent publics leur soutien et leur combat pour la libération des femmes et pour un mode de vie libre. En raison de leur mode de vie inhabituel, elle est exposée à des attaques personnelles par les anti-féministes. Néanmoins, les contacts d'Anita Augspurg, via le studio de photographie, lui apportent une reconnaissance professionnelle, et elle a notamment la famille royale de Bavière comme client.

### Docteure en droit
En 1890, Anita Augspurg est profondément impliquée dans le mouvement féministe allemand et intervient comme conférencière. Son engagement pour les droits des femmes la pousse à étudier le droit. Elle étudie à l'université de Zurich, n'ayant pas accès en Allemagne aux universités. Avec Rosa Luxemburg, avec qui elle a eu une relation tumultueuse, elle est l'une des fondatrices de l'Association internationale des étudiants. Elle termine ses études en 1897 avec un doctorat et est la première docteure en droit de l'Empire allemand. Pour autant, elle ne peut pas exercer en tant qu'avocate.

### Le mouvement féministe
En 1895, Anita Augspurg commence à collaborer au journal Die Frauenbewegung (« le mouvement des femmes ») avec des articles dénonçant les discriminations, ainsi que le mariage, qu'elle considère comme une forme de prostitution légalisée. En 1896, elle participe à la Conférence internationale des femmes qui se tient à Berlin, et y rencontre la féministe radicale Linda Gustava Heymann qui devient sa partenaire pour le reste de sa vie.
Au tournant du siècle, Anita Augspurg mène campagne pour les droits des femmes et pour une nouvelle loi sur le mariage et la famille. En 1905, elle publie une Lettre ouverte dans laquelle elle appelle à modifier la loi sur le mariage patriarcal alors en vigueur pour entrer dans le «mariage libre», au mépris du mariage reconnu par l'État. Cette publication est interprétée comme un appel à boycotter le mariage et déclenche alors une tempête d'indignation. Le droit de vote des femmes est également considéré comme une priorité . Anita Augspurg et sa partenaire Linda Gustava Heymann travaillent ensemble au sein du Conseil de l'Association des organisations de femmes progressistes. Elles forment le Deutscher Verband für Frauenstimmrecht, une association pour le droit de vote des femmes à Hambourg en 1902 (à laquelle adhèrent Édith Stein et sa sœur) et en 1913 en Bavière. À partir de 1907, elle contribue au journal Zeitschrift für Frauenstimmrecht, et elle participe en 1919 à la revue Die Frau im Staat, aux positions démocratiques, pacifistes, féministes et radicales.

### Le pacifisme
Durant la Première Guerre mondiale, Anita Augspurg et Linda Gustava Heymann participent à des conférences pacifistes de femmes et organisent des rassemblements illégaux dans leur appartement de Munich. Elles font partie de la minorité radicale et pacifiste de la Bund Deutscher Frauenvereine (BDF, plus importante association féministe d'Allemagne), qui refuse l'union sacrée au début de la guerre. Désavouées par la BDF, elles participent au congrès féministe et pacifiste de La Haye de 1915, qui donnera naissance à la Ligue internationale des femmes pour la paix et la liberté. Lida Gustava Heymann en deviendra la vice-présidente. Elles trouvent un terrain antibelliciste commun avec les sociaux-démocrates indépendants qui se sont détachés du Parti social-démocrate, et dans ce contexte, leurs divergences avec les femmes socialistes telles que Clara Zetkin deviennent moins importantes. Anita Augspurg collabore avec Kurt Eisner et, après la proclamation de la République de Weimar en 1918, devient membre de l'assemblée provisoire de Bavière. Lors des élections suivantes, elle est inscrite sur la liste des sociaux-démocrates indépendants, mais n'obtient aucun mandat.
Pendant la République de Weimar, en plus de la lutte contre le capitalisme et contre toutes les formes de discrimination, pour le désarmement général, et pour l'indépendance de tous les peuples opprimés par le colonialisme, elle s'oppose à l'antisémitisme et au nazisme naissant. En 1923, après l'attaque d'un groupe de pacifistes par des nazis, elle fait campagne, avec les militantes des droits des femmes Ellen Ammann et Lida Gustava Heymann, pour faire expulser pour sédition Adolf Hitler, qui est Autrichien.

### La Seconde Guerre mondiale
Avec la prise de pouvoir par le parti nazi en 1933, Anita Augspurg, en tant que juive, est constamment attaquée par le mouvement national-socialiste. Le travail du mouvement pacifiste des femmes devient très difficiles : les réunions sont perturbées, des attaques et des campagnes de diffamation sont menées. Anita Augspurg et Linda Gustava Heymann, en voyage à l'étranger, ne reviennent pas en Allemagne, par crainte de représailles. Les nazis confisquent leurs biens, et tous les documents trouvés à leur domicile.
Anita Augspurg et Linda Gustava Heymann vivent en exil en Amérique du Sud, puis retournent en Europe pour s'installer à Zurich. Anita Augspurg gagne difficilement sa vie et, en raison du silence imposé aux réfugiés, elle se résigne à ne plus s'exprimer durant les dernières années de sa vie.
Anita Augspurg meurt en 1943, quelques mois après sa partenaire. Comme Linda Gustava Heymann, elle est enterrée dans le cimetière de Fluntern de Zurich.

## Hommages
- Anita Augspurg est l'un des 11 personnages jouables du jeu de rôle Abstract Aventures Steampunk, publié en mars 2020 par Les 12 Singes[7].